# Elógium
Az elógium (ógörög–latin, jelentése szóbeli méltatás) a halott életét, személyiségét méltató verses vagy prózai sírfelirat az ókorban. Más értelemben közéleti kiválóságokat méltató beszédre-írásra használatos.
Az elnevezés szó szerint jó beszédet jelent, ami elsősorban nem a dicséretre értendő, hanem arra a babonás kívánalomra, hogy halottról lehetőleg nem szabad hazugságot  írni-mondani, mert annak kellemetlen következményei lehetnek, innen a latin közmondás: De mortuis nil, nisi bene („Holtakról vagy jól,  vagy sehogy”), ami nem annyira jámborságról vagy a holtakkal szembeni méltányosságról, hanem egy mágikus-babonás hiedelemről, a túlvilág bizonyos mértékű átjárhatóságának hitéről tanúskodik a rendkívül sokrétű római halottkultuszban.